# Mortoniellus digitatus
Mortoniellus digitatus är en insektsart som beskrevs av Heinrich Hugo Karny 1931. Mortoniellus digitatus ingår i släktet Mortoniellus och familjen vårtbitare. Inga underarter finns listade i Catalogue of Life.